# Districte de Cheringoma
El districte de Cheringoma és un districte de Moçambic, situat a la província de Sofala. Té una superfície de 8.739 kilòmetres quadrats. En 2007 comptava amb una població de 20.795 habitants. Limita al nord i nord-oest amb el districte de Caia, a l'oest amb els districtes de Maringué i Gorongosa, al sud amb el districte de Muanza, al sud-est amb l'oceà Índic i a l'est i nord-est amb el districte de Marromeu.

## Divisió administrativa
El districte està dividit en dos postos administrativos (Inhaminga i Inhamitanga), compostos per les següents localitats:
- Posto Administrativo d'Inhaminga:
  - Vila de Inhaminga
  - Inhaminga
- Posto Administrativo d'Inhamitanga:
  - Inhamitanga